# Хафар-эль-Батин
Хафар-эль-Батин (араб. حفر الباطن‎) — город, расположенный на крайнем севере округа Эш-Шаркия (Восточной провинции) (Саудовская Аравия). Население — 271 642 человек (на 2010 год).

## География
Город расположен в долине пересыхающей реки (вади) Эль-Батин, части Эр-Румма, что восточнее административной границы с округом Эль-Худуд-эш-Шамалия (Северная граница) на пересечении национальных шоссе 50 (соединяет с Кувейтом) и 85 (соединяет с Северной границей). Поблизости расположен гражданский аэропорт «Эль-Кайсума» (ИАТА: AQI, ИКАО: OEPA), а в 70 км юго-западнее военный аэропорт King Khalid Military City Airport (ИАТА: KMC, ИКАО: OEKK). Аэропорт «Эль-Кайсума» соединяет город воздушным сообщением с Эр-Риядом и Джиддой.

## Спорт
В футболе город представляет команда Эль-Батин, выступающая в Первом дивизионе Саудовской Аравии.